# JOTS

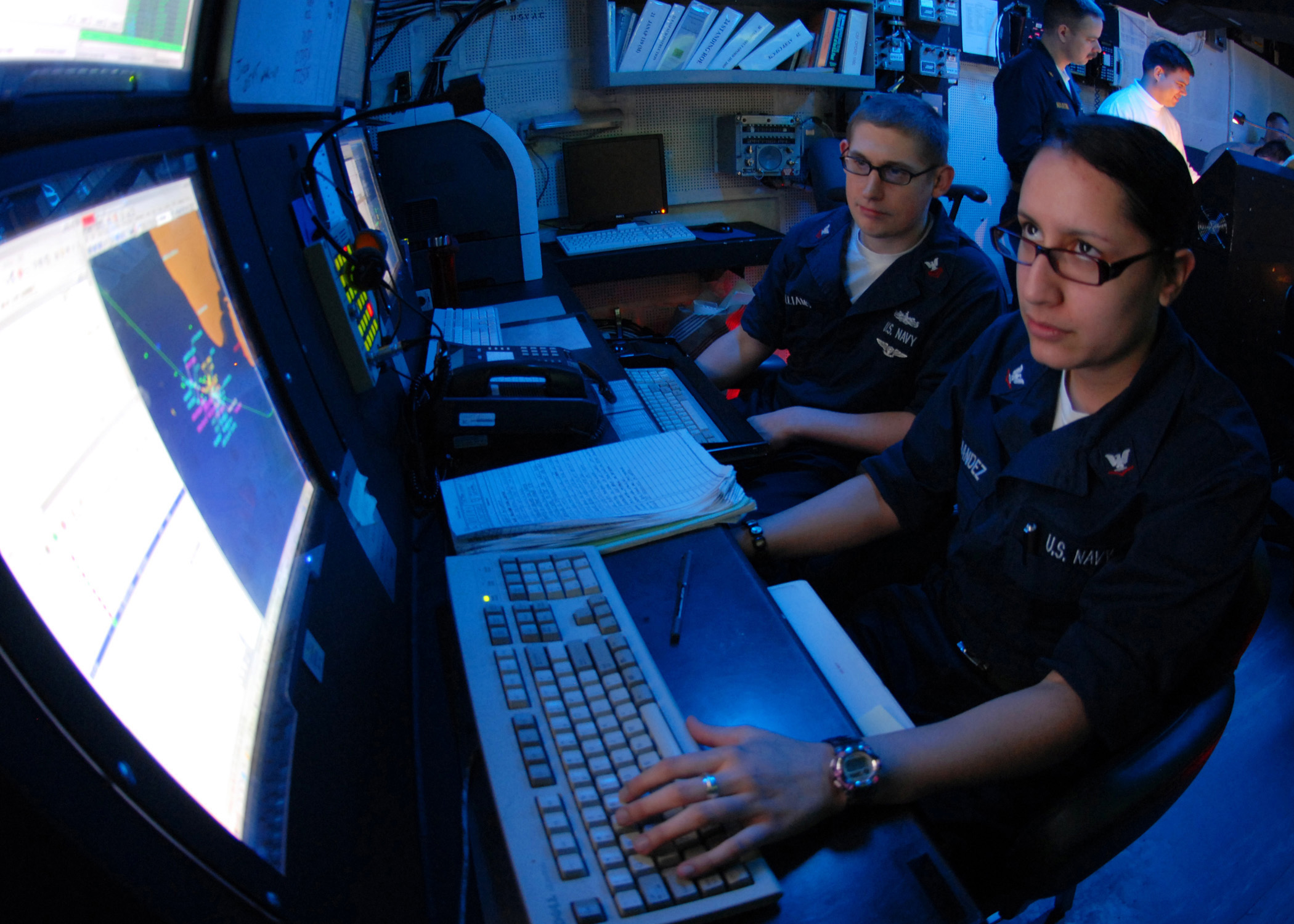
JOTSの後継機種であるGCCS-Mの端末。

統合作戦戦術システム（英語: AN/USQ-112 Joint Operational Tactical System, JOTS）は、アメリカ海軍が運用していたC4Iシステム。初めて共通作戦状況図（COP）の生成に対応した画期的な意思決定支援システムとして1981年より運用を開始し、順次に機能を拡充してAN/USQ-119 JMCIS（Joint Maritime Command Information System）に発展したのち、全軍で使用されているGCCSの基礎となっており、アメリカ軍C4I改革のブレークスルーとして知られている。なおJOTSを端緒とするこれらのシステムはNTCS-A（Naval Tactical Command System - Afloat）とも称される。

## JOTS I
1970年代、アメリカ海軍の一部では、ヒューレット・パッカード（HP）社製のプログラム電卓によって、潜水艦捜索計画などの立案を行なうことが試みられていた。当時、既にもっと大掛かりで高性能な戦術情報処理装置（NTDSなど）は配備されていたが、軍用仕様（MIL規格）に準拠したそれらの情報処理装置より、低性能ではあっても柔軟性に優れたHP社製の電卓のほうが優れていた状況もしばしば発生した。
1981年、第8空母機動任務群司令であったタトル少将は、司令部用の部隊管理費から捻出した2万5000ドルの資金と3人の部下を使い、艦隊で開発・使用中の数々の計算機用プログラムを、共通のコンピュータ・アーキテクチャに則ったシステムとして開発した。しかし、この時点で採用されていたHP 9845Bコンピュータは、性能面で、タトルの要求にはとうてい応え得なかった。
まもなく、HP社は機能を大幅に増強したHP 9020を開発し、また、タトルも新たな援助資金を獲得した。タトルは、上記のシステムを1ヵ月でカラー表示に対応させ、海軍大学でデモンストレーションして大反響を呼んだ。これはその後、航空母艦「アメリカ」での運用試験を経て、対潜戦闘における空母外周ゾーン防衛、対空戦闘における遠距離でのパッシブでの迎撃、対水上監視および攻撃などに幅広く活用された。
同システムは大西洋艦隊の空母戦闘群において戦力化され、JOTS Iと称されて、AN/USQ-112のシステム区分を割り当てられた。1983年、JOTS Iは既開発のすべての戦術的意思決定支援システムの機能を統合し、大西洋艦隊のすべての航空母艦および巡洋艦に装備された。1984年7月、HP 9020A/C（モデル500）コンピュータはDTC-1（Desktop Tactical Computer - 1）として制式採用された。

## JOTS II/III
1984年、JOTS Iにリンク 11を統合し、C4Iシステムとして必須の4つめのC（コミュニケーション）を具備することとなった。これがJOTS IIであり、システム区分はAN/USQ-112Aとなった。また同年には、空母艦上において複数の戦術家によってより効率的に情報処理を行えるようネットワーク化されたシステムが構築され、これはJOTS IIIと呼称された。
JOTS IIでは戦術データ・リンク機能の追加のほか、従来より備えてきた機能についても全面的に改良されている。同システムで実行されるソフトウェアはバージョン1.15と称されており、基本的なプログラムは30万行のコードからなっている。ハードウェアの更新に伴ってマルチタスクに対応したこともあり、様々な特定の戦術状況分析を行うアプリケーションとしてTDA（Tactical decision aid）機能が追加された。これらのソフトウェアはUNIX系のシステムであれば実行できるようになっており、動作環境は主記憶装置32メガバイト、ハードディスクドライブ500メガバイト、処理能力7 MIPSとされた。実際のシステムにおいてはDTC-2が用いられることが多かった。これはSun-4/110のアメリカ海軍仕様であり、32ビットのSPARCを用いていた。
なおJOTSのソフトウェアは、ユーザインタフェースと4つの主要なプログラム（戦術データベース・マネージャ（TDBM）、地理情報データベース、通信機能、ウィザード）から構成されている。TDBMは、利用可能な情報を融合して、相関性のある目標データベースを構築する。通信機能としては衛星通信によるOTCIXSが標準的に使用されるほか、リンク 14を通じて受信した情報の自動入力や、専用装置を接続してリンク 11を使用することもできた。
JOTS IIは、1990年6月に「インディペンデンス」および「ジョーエット」で運用試験を受けたのち、折からの砂漠の盾作戦に伴って急ぎ200基以上が生産・配備された。この中には、ペルシア湾に展開していたオーストラリア海軍やカナダ海軍、オランダ海軍の艦艇も含まれていた。またイギリス海軍では軽空母を含む旗艦に搭載されていたほか、海上自衛隊でも、リムパック94に参加した「こんごう」に仮装備されたのを端緒として日米共同演習などで活用され、高く評価された。

## JOTS IV
1985年、JOTSは、空母艦上に設置されている群司令部指揮所（TFCC）に統合され、JOTS IVとなった。群司令部指揮所は、指揮統制上、作戦と戦術の結節点となるきわめて重要な立場にあり、ここにJOTSが導入されたことは重大な意味を持つ。また、JOTS IVはさらに、艦上と陸上との双方向データ通信衛星回線であるCUDIXS（Common User Digital Information Exchange Subsystem）にJOTSIXS（JOTS Information Exchange Subsystem）として乗り入れ、これにより、全世界において艦対艦、艦対地上でリアルタイムに戦術データを伝達できるようになった。
そして1987年、大西洋艦隊参謀長となったタトルは、ノーフォークの大西洋艦隊司令部（FCC）にJOTS IVを設置、アメリカ海軍唯一にして世界初の情報融合センター（Fusion Center）として構築した。これにより、大西洋艦隊FCCは、指揮下の各艦隊に対して、それぞれの部隊の状況や任務計画、敵情や気象・海象情報などを統合して伝達できるようになった。